# Wilson Gonzalez Ochsenknecht
Wilson Gonzalez Ochsenknecht (Monaco di Baviera, 18 marzo 1990) è un attore e cantante tedesco.

## Biografia
Wilson Gonzalez Ochsenknecht è il figlio dell'attore Uwe Ochsenknecht e della sua ex moglie Natascha Ochsenknecht. Ha un fratello minore, Jimi Blue, una sorella minore, Cheyenne Savannah e un fratellastro, Rocco Stark. Prende il nome dal cantante Wilson Pickett e dal topo dei cartoni animati Speedy Gonzalez.
La sua carriera come attore è iniziata all'età di dieci anni con il pluripremiato film Erleuchtung garantiert diretto da Doris Dörrie, in cui suo padre e suo fratello erano anche davanti alla telecamera. Divenne noto, tuttavia, dal ruolo di Marlon nel film La tribù del pallone - Sfida agli invincibili, nel quale recitava anche suo fratello e suo padre. In seguito ha ancora partecipato a quattro sequel.
Dal 2006 al 2007 ha frequentato una scuola d'arte negli Stati Uniti. Lì scrisse le prime canzoni insieme agli altri rapper. Nel 2008, ha lavorato alla costruzione di una band chiamata Heads on the Rocks. Il suo primo album chiamato Cookies è stato pubblicato il 23 maggio 2008 e si sta muovendo verso il pop rock alternativo. Qui band come Queens of the Stone Age, Arctic Monkeys e Led Zeppelin sono state influenti per l'album, in contrasto con la musica rap del fratello Jimi Blue. Dal 16 settembre 2008 si è unito a suo fratello ed Emilia Schüle per il dramma giovanile Gangs a Berlino. Il 2009 ha visto il ruolo principale di Melchior nell'adattamento di Spring Awakening di Wedekind per lo ZDF Theater Channel.
Nel 2012, Ochsenknecht ha fatto notizia quando i soldati hanno ricevuto minacce di morte tramite Facebook a causa del suo coinvolgimento nel film TV Willkommen im Krieg. I membri della Bundeswehr si sono sentiti scherniti dal controverso contenuto del film (lo sforzo bellico tedesco come commedia) e soprattutto la data di trasmissione; Il film ha avuto luogo il lunedì di Pasqua 2012, solo due anni prima è caduto in una scaramuccia con i ribelli del Venerdì Santo in tre paracadutisti.
Ochsenknecht vive dall'estate 2009 a Berlino.

## Filmografia parziale

### Cinema
- La tribù del pallone - Tutti per uno (ie Wilden Kerle 3), regia di Joachim Masannek (2006)
- La tribù del pallone - Alla conquista della coppa (Die Wilden Kerle 4), regia di Joachim Masannek (2007)
- Freche Mädchen - Ragazze sfacciate (Freche Mädchen), regia di Ute Wieland (2008)
- Stonewall, regia di Roland Emmerich (2015)
- Metallica: ManUNkind, regia di Jonas Åkerlund (2016) - video musicale
- Lords of Chaos, regia di Jonas Åkerlund (2018)
- Il flauto magico (The Magic Flute - Das Vermächtnis der Zauberflöte), regia di Florian Sigl (2022)

### Televisione
- Squadra Speciale Stoccarda (SOKO Stuttgart) – serie TV, episodio 3x06 (2011)
- Tatort – serie TV, 2 episodi (2014-2017)
- Squadra Speciale Colonia (SOKO Köln) – serie TV, episodio 13x01 (2016)
- Freaks – serie TV, 8 episodi (2018)
- King of Stonks – miniserie TV, 6 puntate (2022)
- Das Boot – serie TV, 4 episodi (2023)

## Discografia

### Album
- 2008 – Cookies

### Singoli
- 2008 - I'm Fallin'
- 2008 – NYC (New York City)

## Premi
- 2004: Undine Award per il "miglior esordiente cinematografico" in Die wilden Kerle – Alles ist gut, solange du wild bist!
- 2008: Undine Award come "miglior attore non protagonista in un lungometraggio" in Freche Mädchen - Ragazze sfacciate
- 2008: Nickelodeon Kids' Choice Awards come "Film preferito" per  Freche Mädchen - Ragazze sfacciate
- 2009: Diva Award come "Nuovo talento dell'anno 2008"